# Загряжский, Николай Александрович
Николай Александрович Загряжский (1746—1821) — русский придворный из рода Загряжских, действительный тайный советник, обер-шенк.

## Биография
Родился 2 (13) апреля 1746 года. Второй сын генерал-поручика Александра Артемьевича Загряжского и его жены Екатерины Александровны, внучки и наследницы гетмана Дорошенко. Имел четырёх братьев и сестру Елизавету Строганову (жена генерал-поручика А. Н. Строганова). Один из братьев, Иван Александрович, был дедом Натальи Пушкиной-Ланской — жены поэта.
В 1754 г. записан был на службу в Измайловский полк. В 1772 г. пожалован в камер-юнкеры и в том же году, 24 октября, вступил в брак с фрейлиной императрицы Наталией Кирилловной Разумовской, с которой часто встречался во время дежурств в Зимнем дворце. По словам своенравной и капризной Натальи Кирилловны, «её муж был слишком хороший человек и потому только не разошёлся с нею с первых же дней свадьбы» из-за её капризного характера. Впоследствии охлаждение императрицы к своей фрейлине вызвало временное удаление от двора обоих супругов.
В царствование императора Павла І Загряжский, в чине гофмейстера, послан был в Мемель встречать мать императрицы Марии Фёдоровны, после чего навсегда сохранил расположение последней. Впоследствии он состоял обер-шенком. В 1809 году после смерти старшего брата Бориса унаследовал подмосковную усадьбу Ярополец, но бывал там редко.

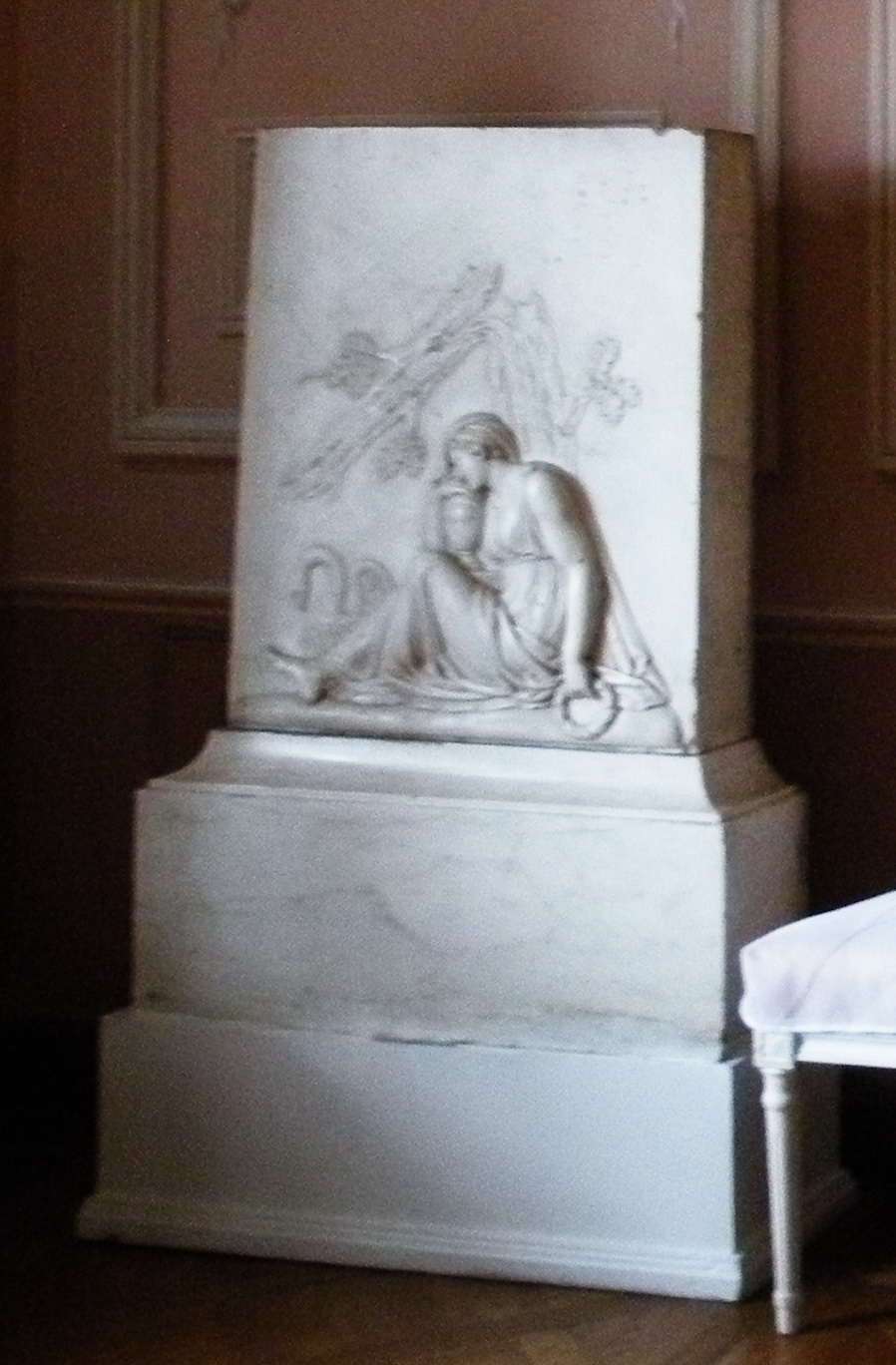

Скончался 25 июля (6 августа) 1821 года в возрасте 75 лет бездетным. К тому времени престарелые супруги уже долгое время жили раздельно, сохраняя, впрочем, дружеские отношения.
Место захоронения: Церковь Марии Магдалины (Павловск). Над могилой было установлено надгробие работы Ивана Мартоса. (Авторство Мартоса установлено научным сотрудником Павловского дворца-музея Н. И. Громовой в процессе её исследования материалов ЦГИАЛ по Мариинскому госпиталю в Павловске). Памятник установили по повелению Марии Федоровны в 1824 г. на средства племянницы Загряжского графини М. В. Кочубей. В советских описаниях надгробия указывается, что Загряжский был воспитателем императора Александра I.
Памятник представлял собой двухъярусную усеченную пирамиду с мраморной доской в нижней части и надписью:
«Здесь лежит тело двора Его Императорского Величества обер-шенка действительного камергера и ордена Св. Александра Невского и Св. Анны кавалера Николая Александровича Загряжского, родившегося 2-го апреля 1746 г., скончавшегося 23 июля 1821 г. Тленный памятник нетленным воспоминаниям кротости любви, и горести разлуки, в уповании вечного соединенияя, от сердца благодарного, от души благоговеющей положила Гр. М. Кочубей». 
В верхней части находилась мраморная доска с композицией, которая ныне находится в Павловском дворце-музее в Оркестровом зале вместе с другими подлинниками Мартоса.

## Награды
- Орден Святой Анны 1-й степени (1 марта 1797)
- Орден Святого Александра Невского (5 апреля 1797)